# 長者山城 (安芸国)
長者山城（ちょうじゃやまじょう）は、安芸国賀茂郡・安芸郡境の長者山北東の無名峰（現在の広島県東広島市志和町奥屋・広島市安芸区瀬野町・広島市安佐北区狩留家町）にあった日本の古代山城（分類は神籠石系山城）。史跡指定はされていない。

## 概要
広島県西部、東広島市・広島市の市境付近の志和盆地南西隅、長者山（標高571メートル）から北東に延びる山地の先端部の無名峰（標高605メートル）上に築造された古代山城で、城域は無名峰頂部に築城された中世城郭の長者屋敷と重複する。文献に記載が見えない古代山城（いわゆる神籠石系山城）の1つで、現在の山名を冠する城名は後世の命名による。2019年（平成31年）に発見されている。
城は、無名峰を中心に馬蹄形に尾根が延びる谷状地形の周囲に城壁を巡らすことによって構築される。城壁は基本的に土段式土塁とし、列石・石築によって構築された城門（長者門）が遺存する。城壁にはほぼ完成とみられる箇所がある一方、構築痕跡のない箇所もあり、築城の初期段階で中断した可能性が指摘される。出土遺物は認められていない。

## 歴史

### 古代
長者山城は文献上に記載のない城であるため、城名・築城時期・性格等は明らかでない。天智天皇2年（663年）の白村江の戦い頃の朝鮮半島での政治的緊張が高まった時期には、九州地方北部・瀬戸内地方・近畿地方において古代山城の築城が見られており、長者山城もその1つに比定される。
城域は古代には安芸国賀茂郡・安芸郡に属する。山麓の志和盆地では大型の古墳は知られず、在地の勢力が小さい過疎地であったと推測される。

### 中世
中世期には無名峰の頂部に山城が築城されており、「長者屋敷跡」と通称される。尾根筋に郭を並べた中世城郭である。一帯は志和の天野氏と瀬野川の阿曽沼氏の境界領域であり、南側を重視する内容から天野氏側の築城と想定される。

### 近世
文政8年（1825年）完成の安芸国広島藩の地誌『芸藩通志』では、賀茂郡の「奥屋村絵図」に石門とみられる遺構が描写されている。

### 近代以降
近代以降については次の通り。
- 1924年（大正13年）刊行の『西志和村誌』に、「門口」に関する記述[1]。
- 2019年（平成31年）、平成30年7月豪雨の災害復旧事業に伴う赤色立体地図の閲覧整備の際に古代山城として発見（東広島市教育委員会）[1]。
- 2023-2024年（令和5-6年）、踏査・記録（古代山城研究会、2024年に報告）[1]。
- 2024年（令和6年）1月29日、発見報道。古代山城の空白地帯であった安芸国における新発見事例として注目。

## 遺構

城門（長者門）展開図下が城内側、上が城外側。

城壁
城壁は全周約2.4キロメートルを測る。大半は土段式土塁で、幅は3-5メートルの場合が多く、列石は認められない。ほぼ完成とみられる箇所がある一方で、構築痕跡のない箇所もあり、築城の初期段階で中断した可能性がある。

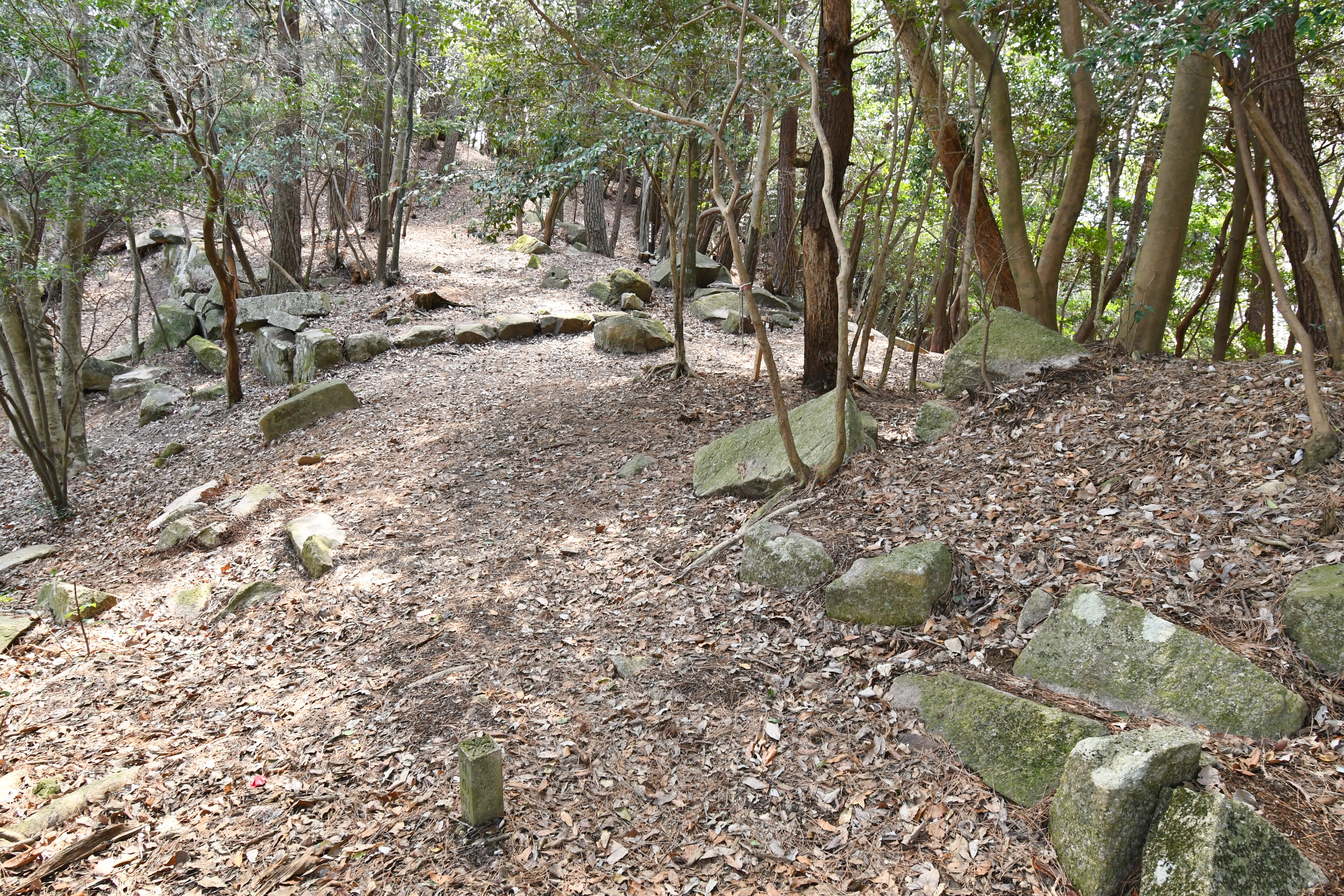
城門（長者門）
城域南部の尾根鞍部に位置し、『西志和村誌』では「門口」、現在では「長者門」と通称される。大石を使用した列石と石築によって構築されており、列石の中央部は道状に開く。門道は、幅4.7メートル（城外側）・7.4メートル（城内側）・約5メートル（中央）、長さ12.3メートル（右側）・13.6メートル（左側）を測り、城内側が幅広の平面形である。列石・石築上で版築などによる盛土は認められない。石材にはL字状カットが認められる。
なお『西志和村誌』では、長者門から1.2キロメートル下った地点「瀧の宮跡」に築地が存在すると記述されており、現在長者の滝のある谷出口付近に水門石塁が存在した可能性がある（現在は流出か）。

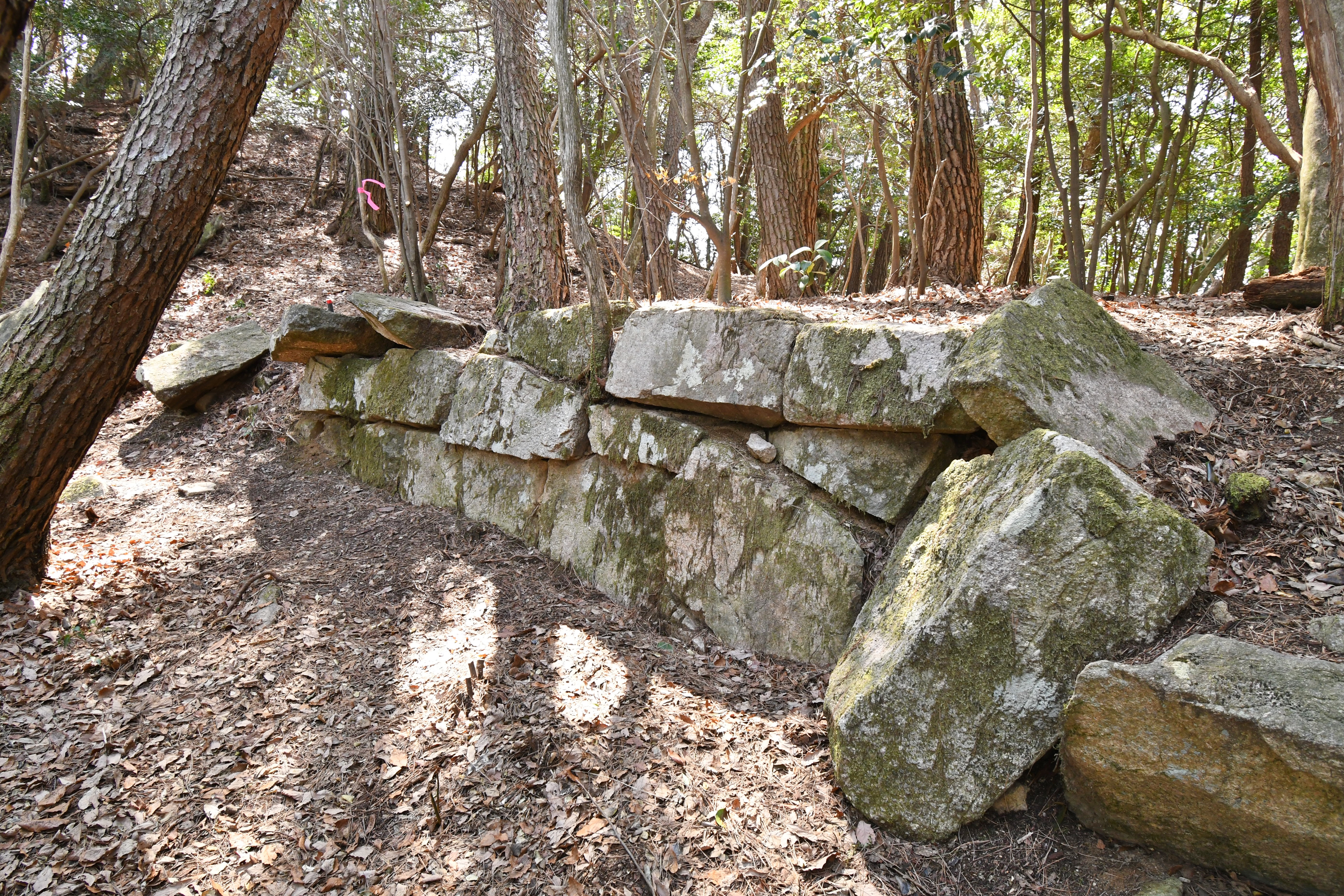
城門（長者門）城内側の石築